# Sobień (Opoczno)
Pour les articles homonymes, voir Sobień.
Sobień (prononciation [ˈsɔbjɛɲ]) est un village de la gmina de Białaczów, du powiat d'Opoczno, dans la voïvodie de Łódź, situé dans le centre de la Pologne.
Il se situe à environ 4 kilomètres au sud de Białaczów (siège de la gmina), 13 kilomètres au sud d'Opoczno (siège du powiat) et 82 kilomètres au sud-est de Łódź (capitale de la voïvodie).

## Administration
De 1975 à 1998, le village était attaché administrativement à l'ancienne voïvodie de Piotrków.

Depuis 1999, il fait partie de la nouvelle voïvodie de Łódź.